# Szakállas cerkóf
A szakállas cerkóf (Cercopithecus preussi) a cerkóffélék családjába tartozó, Nyugat-Afrikában honos majomfaj.

## Megjelenése
A szakállas cerkóf átlagos testhossza 47,7 cm; a hímek jellemzően nagyobbak a nőstényeknél. Testalkata karcsú, farka hosszú. Bundája sötétszürke vagy fekete, a hátán sötétbarna, nyeregszerű területtel. Legjellemzőbb külső tulajdonsága, hogy a torkán fehér folt látható, ami miatt olyan, mintha ősz szakállat viselne.
Két alfaja ismert:
- Cercopithecus preussi preussi
- Cercopithecus preussi insularis - Bioko szigetén

## Elterjedése
Nyugat-afrikai faj, Nyugat-Kamerunban, Kelet-Nigériában és az Egyenlítői-Guineához tartozó Bioko szigetén honos.
A hegyi erdők lakója, 800-tól 2500 méteres magasságig fordul elő. A füves Kameruni-felföld erdőszigeteiben és Biokón a síkvidéki erdőkben is megtalálható. Általában vagy a talajon vagy a fák lombkoronájának alsó szintjén tartózkodnak.  

## Életmódja

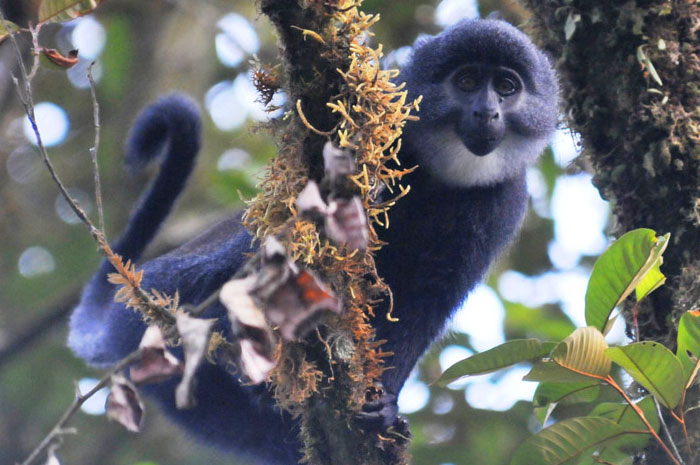

A szakállas cerkófok 2-12 egyedből álló csoportokban élnek, amelyek egy felnőtt hímből, néhány nőstényből és kölykeikből tevődik össze. Ennek megfelelően többnejűségben élnek. Párzáskor az ovuláló nőstény kezdeményez. A nőstény egyszerre általában egy kölyköt hoz a világra.
Kommunikációjukban fontos szerepet játszanak a hangjelzések. A hím mély huhogó hanggal jelzi a környező csoportoknak, hogy a terület foglalt. Az egymást fenyegető cerkófok a másikra bámulnak, szájukat kitátják úgy, hogy foguk nem látszik ki és fel-le mozgatják a fejüket; ezt időnként fogmutogató ásítással egészítik ki.
Növényevő; zsenge levelekkel, hajtásokkal, virágokkal, magvakkal táplálkozik. 

## Környezetvédelmi helyzete
A szakállas cerkóf a Természetvédelmi Világszövetség Vörös listáján veszélyeztetett státusszal szerepel. Élőhelyei fragmentáltak és szigetszerűek. Bioko szigetén létszáma az utóbbi húsz évben a felére csökkent. A helyi lakosság vadászik rá és élőhelyét az erdőirtások veszélyeztetik. Szerepel a washingtoni egyezmény II. függelékében, vagyis kereskedelme korlátozott.  